# Crudia zenkeri
Crudia zenkeri är en ärtväxtart som beskrevs av Hermann August Theodor Harms. Crudia zenkeri ingår i släktet Crudia, och familjen ärtväxter. Inga underarter finns listade i Catalogue of Life.